# 1900 في كولومبيا
فيما يلي قوائم الأحداث التي وقعت خلال عام 1900 في كولومبيا.

## سياسة

### تعيين في المنصب
- 31 يوليو – خوسيه مانويل ماروكين رئيس كولومبيا.

## مواليد

### مارس
- 12 مارس – غوستابو روخاس بينيا مهندس مدني كولومبي.

## وفيات

### أغسطس
- 5 أغسطس – سانتياجو بيريث دي مانسالباس (مواليد 1830)

### ديسمبر
- 4 ديسمبر – أكيليو بارا (مواليد 1825) سياسي كولومبي.